# Styrax leprosus
Styrax leprosus là một loài thực vật có hoa trong họ Bồ đề. Loài này được Hook. & Arn. miêu tả khoa học đầu tiên năm 1834.